# Cœur de Maurienne Arvan Bus
Cœur de Maurienne Arvan Bus est un réseau de transport en commun d’autobus desservant 7 des 16 communes de la communauté de communes Cœur de Maurienne Arvan à l’aide d’un réseau de 7 lignes et d’un service de transport à la demande (TAD).
Créé en juin 2008, il est alors limité à la commune de Saint-Jean-de-Maurienne et se nomme Saint-Jean Bus. En 2012, il est transféré à l’intercommunalité, étendu aux communes environnantes et renommé Cœur de Maurienne Bus. Depuis sa création, son exploitation est confié à la société Trans-Alpes à la suite de renouvellements de la délégation de service public, dont le dernier à l’été 2016. Il lie la société mauriennaise à la communauté de communes Cœur de Maurienne Arvan, organisatrice des transports en son territoire, pour une durée de six ans et cinq mois.

## Histoire
Dans le cadre de la loi NOTRe, la région Auvergne-Rhône-Alpes est devenue autorité organisatrice de la mobilité.

## Organisateurs du réseau

### L'autorité organisatrice
La communauté de communes Cœur de Maurienne Arvan, composée de 16 communes et d'une population totale de 14 971 habitants (en 2014), est responsable des transports en commun en son périmètre.

### L'exploitant
.

## Le réseau
En 2017, le réseau Cœur de Maurienne Arvan Bus dessert les communes suivantes :
- Le Châtel ;
- Hermillon ;
- Montricher-Albanne ;
- Montvernier ;
- Saint-Jean-de-Maurienne ;
- Saint-Julien-Mont-Denis ;
- Villargondran.

### Interconnexion avec les autres réseaux

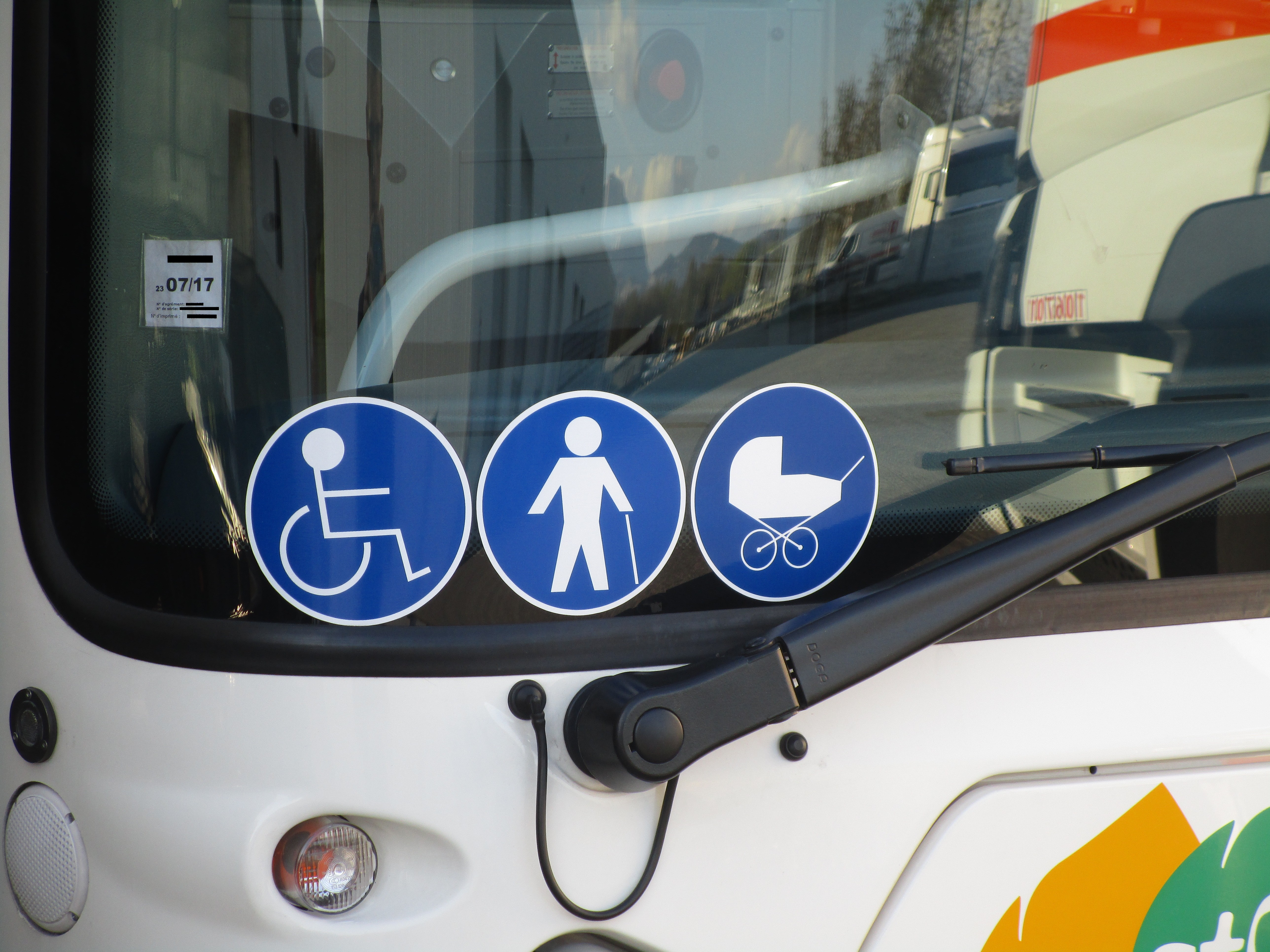
Les logos signalant la présence d’aménagement pour les PMR sur le pare-brise d’un véhicule.

Cars Région Savoie